# Casalmaggiore
Casalmaggiore är en ort och kommun i provinsen Cremona i regionen Lombardiet i Italien. Kommunen hade 15 445 invånare (2018). Volleybollklubben Volleyball Casalmaggiore kommer från orten och har nått framgångar både i Italien och internationellt, med en seger i CEV Champions League 2015–2016 som främsta merit.